# Acid tioglicolic
Acidul tioglicolic (denumit și acid 2-mercaptoacetic sau TGA) este un acid carboxilic cu rest tiolic, analog al acidului glicolic, cu formula chimică HSCH2CO2H. Este un lichid incolor ce prezintă un miros neplăcut, fiind miscibil cu solvenți organici polari. Sărurile și esterii săi sunt denumiți tioglicolați. TGA este utilizat în cremele depilatoare, sub formă de tioglicolat de sodiu sau tioglicolat de calciu.

## Obținere
Acidul tioglicolic este obținut în urma reacției dintre cloroacetatul de sodiu sau de potasiu și o hidrogenosulfură a unui metal alcalin (MeSH), în mediu apos. O altă metodă presupune reacția dintre acidul cloroacetic și tiosulfatul de sodiu:
{\displaystyle {\ce {ClCH2CO2H + Na2S2O3 -> Na[O3S2CH2CO2H] + NaCl}}}
{\displaystyle {\ce {Na[O3S2CH2CO2H] + H2O -> HSCH2CO2H + NaHSO4}}}